# Srednje Selo
Srednje Selo je vesnice v Chorvatsku na ostrově Šolta ve Splitsko-dalmatské župě. Nachází se 2 km od centra občiny Šolta. Šolta je proslulá svými plážemi a díky své blízkosti a častým trajektovým spojením. Moře a zátoka Krušica jsou vzdáleny 2 km a jsou dostupné autem, na kole nebo pěšky.
Tato malá středověká vesnice se rozvíjela kolem kostela Očišťování Panny Marie. Uprostřed osady se nachází stará budova bratrstva Očišťování Panny Marie. Nachází se zde také stará zchátralá škola, nejbližší udržovaná škola se nachází ve vesnici Grohote. Místní obyvatelé se zabývají především zemědělstvím, výrobou olivového oleje a vína. V osadě nejsou žádné obchody ani restaurace. Ve vesnici je také vodní nádrž se střechou, která se nachází v nadmořské výšce 182 metrů nad mořem.

## Demografie
| Vývoj počtu obyvatel od roku 1857 do roku 2011 | Vývoj počtu obyvatel od roku 1857 do roku 2011 | Vývoj počtu obyvatel od roku 1857 do roku 2011 | Vývoj počtu obyvatel od roku 1857 do roku 2011 | Vývoj počtu obyvatel od roku 1857 do roku 2011 | Vývoj počtu obyvatel od roku 1857 do roku 2011 | Vývoj počtu obyvatel od roku 1857 do roku 2011 | Vývoj počtu obyvatel od roku 1857 do roku 2011 | Vývoj počtu obyvatel od roku 1857 do roku 2011 | Vývoj počtu obyvatel od roku 1857 do roku 2011 | Vývoj počtu obyvatel od roku 1857 do roku 2011 | Vývoj počtu obyvatel od roku 1857 do roku 2011 | Vývoj počtu obyvatel od roku 1857 do roku 2011 | Vývoj počtu obyvatel od roku 1857 do roku 2011 | Vývoj počtu obyvatel od roku 1857 do roku 2011 | Vývoj počtu obyvatel od roku 1857 do roku 2011 | Vývoj počtu obyvatel od roku 1857 do roku 2011 |
| ---------------------------------------------- | ---------------------------------------------- | ---------------------------------------------- | ---------------------------------------------- | ---------------------------------------------- | ---------------------------------------------- | ---------------------------------------------- | ---------------------------------------------- | ---------------------------------------------- | ---------------------------------------------- | ---------------------------------------------- | ---------------------------------------------- | ---------------------------------------------- | ---------------------------------------------- | ---------------------------------------------- | ---------------------------------------------- | ---------------------------------------------- |
| Rok                                            | 1857                                           | 1869                                           | 1880                                           | 1890                                           | 1900                                           | 1910                                           | 1921                                           | 1931                                           | 1948                                           | 1953                                           | 1961                                           | 1971                                           | 1981                                           | 1991                                           | 2001                                           | 2011                                           |
| Počet obyvatel                                 | 256                                            | 325                                            | 316                                            | 355                                            | 394                                            | 372                                            | 324                                            | 309                                            | 321                                            | 308                                            | 285                                            | 206                                            | 143                                            | 150                                            | 128                                            | 104                                            |